# ラヴェーノ＝モンベッロ
ラヴェーノ＝モンベッロ（伊: Laveno-Mombello）は、イタリア共和国ロンバルディア州ヴァレーゼ県にある、人口約8,400人の基礎自治体（コムーネ）。

## 地理

### 位置・広がり

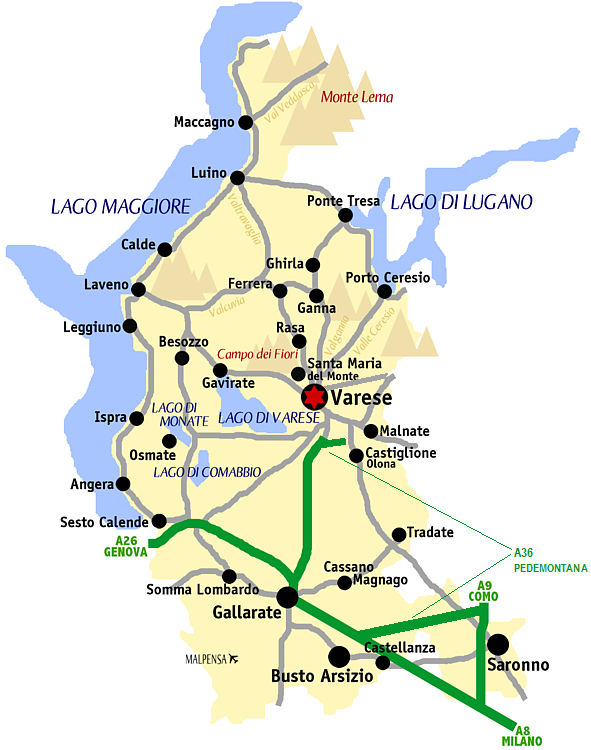
ヴァレーゼ県概略図

#### 隣接コムーネ
隣接するコムーネは以下の通り。括弧内のVBはヴェルバーノ・クジオ・オッソラ県所属を示す。
- カラヴァーテ
- カステルヴェッカーナ
- チッティーリオ
- ギッファ (VB)
- レッジューノ
- サンジャーノ
- ストレーザ (VB)
- ヴェルバーニア (VB)

### 地震分類
イタリアの地震リスク階級 (it) では、4 に分類される
。

## 行政

### 分離集落
ラヴェーノ＝モンベッロには、以下の分離集落（フラツィオーネ）がある。
- Casere, Cerro sul Lago Maggiore, Mombello sul Lago Maggiore, Ponte